# 토마스 M. 아헨바흐
토마스 아헨바흐(Thomas M. Achenbach, 1940년생)는 버몬트 대학교 (University of Vermont)의 정신과 교수, 심리학 교수 및 어린이 청소년 및 가족 센터 소장이다. 1962년 예일대학교(Yale University)에서 박사 학위를 취득했다. 1966년 미네소타 대학교에서 그는 2세에서 3세 사이의 취학 전 아동 또는 4세에서 18세 사이의 아동,청소년연령대에서 부적응 행동 및 정서적 문제를 평가하기 위해 아동 심리학에서 널리 사용되는 표준화된 측정법인 CBCL (Child Behavior Checklist)을 개발했다.  또한 아헨바흐(Achenbach) 경험 기반 평가 시스템(ASEBA)을 담당했다.

## 같이 보기
- 스타크 해서웨이
- 데이비드 웩슬러